# Gerő Péter (filmrendező)
Gerő Péter (Budapest, 1946. május 5. –) filmrendező, producer.

## Életpályája
Gerő Imre újságíró és Kertész Rózsa fia. 1960–1964 között a budapesti Kölcsey Ferenc Gimnázium diákja. 1965–1982 között a Magyar Televízió gyakornoka, később gyártásvezető, végül osztályvezető helyettes. Várkonyi Zoltán, Máriássy Félix, Fehér György, Hintsch György, Simó Sándor, Sándor Pál, Mihályfi Imre, Szőnyi G. Sándor és Dömölky János munkatársa volt. 1967–1970 között a Marxizmus-Leninizmus Esti Egyetem esztétika-filozófia szakán tanult. 1975–1978 között a Színház- és Filmművészeti Főiskola gyártásszervező szakán szerzett diplomát. 1976–1982 között a Fiatal Művészek Stúdiójának egyik alapítója és vezetője. 1982–1991 között a Mafilm Dialóg Stúdió helyettes vezetője. Ezekben az években a Mafilm filmszakmai iskolájának vezető tanára. 1989–1992 között a Filmművészek és Film Alkalmazottak Szakszervezetének társelnöke, lemondásáig. 1992–1993 között a Movi igazgató-helyettese. 1993–1995 között a József Attila Színház menedzser-igazgatója. 1996 óta az ARC cégek tulajdonostársa, 1997–2000 között a Mafilm produkciós és PR-igazgatója volt. 2006 óta az ARC Produkció tulajdonosa és ügyvezetője.
1986 óta dokumentumfilmeket, tv műsorokat rendez.
Felesége Kiss Henriett, a Rumbach utcai zsinagóga, az Együttélés Háza igazgatója.

## Munkái
| - Volpone (1974) - Római karnevál (1974) - Méz a kés hegyén (1974) - Próbafelvétel (1974) - A glembay család (1977) - Amerikai cigaretta (1978) - Vádindítvány (1979) - Optimisták (1981) - Cha-Cha-Cha (1982) - Az élet muzsikája - Kálmán Imre (1984) - Isten veletek, barátaim (1987) - Hótreál (1988) - K (1989) - K2 (1989) - Országalma (1998) - Jadviga párnája (2000) | - Munkakópia - Rácsos Egyetem - Vákuum - Itthon és otthon - Van-e élet a drog után? I-II-III - Hitem-Mécs család - Iványi család - Sziget I-II. - ...ingyen kaptátok, ingyen adjátok... - Lelkészek Tanácsa I-IV - Reality I-VII - Kliensek kliensei - Tudtad ezt? Csodálatos férfiak lapáttal 2014 |

## Díjai, elismerései
- Zugló díszpolgára (2023)[1]